# Brasil Rural Contemporâneo
Brasil Rural Contemporâneo, também chamada de Feira Nacional da Agricultura Familiar e Reforma Agrária (FENAFRA), é um evento anual realizado desde 2004 pelo Ministério do Desenvolvimento Agrário (MDA) que visa primordialmente à exposição e venda de produtos da agricultura familiar produzidos no Brasil.
Em todas as edições o objetivo foi à divulgação, a promoção e a comercialização de produtos oriundos da Agricultura Familiar e da Reforma Agrária, beneficiários das políticas públicas do MDA. Além das vendas para os visitantes, a feira enseja a realização de negócios entre pequenos agricultores e clientes comerciais, tais como supermercados, hotéis e restaurantes. Diversos convidados animam o evento com shows e apresentações.

## Edições
Após a realização de quatro edições em Brasília e uma no Rio de Janeiro, a sexta edição do evento foi realizada na Marina da Glória do Rio de Janeiro de 7 a 12 de outubro de 2009 e a sétima e última em Brasília na Concha Acústica de Brasília em 2010. O oitavo que seria realizado em 2011 foi cancelado.
Em 2012 está novamente agendada a realização da feira, de 21 a 25 de novembro na cidade do Rio de Janeiro.